# قرار مجلس الأمن التابع للأمم المتحدة رقم 1738
قرار مجلس الأمن التابع للأمم المتحدة رقم 1738، الذي اتخذ بالإجماع في 23 ديسمبر 2006، بعد التأكيد على قرارات 1265 (1999)، 1296 (2000)، 1502 (2003) و1674 (2006) بشأن حماية المدنيين في الصراعات المسلحة، أدان المجلس الاعتداءات ضد الصحفيين في حالات الصراع. وكان هذا آخر قرار اتخذه مجلس الأمن عام 2006.
تمت تبني النص من قبل فرنسا واليونان. لقي إقرار القرار 1738 ترحيبا من قبل جماعات حرية الإعلام مثل مراسلون بلا حدود.

## القرار

### أعمال
أدان القرار 1738 الاعتداءات على الصحفيين ووسائل الإعلام والأفراد المرتبطين بهم، ودعا إلى وضع حد لهذه الممارسات. وذكر أن هؤلاء الموظفين يجب اعتبارهم مدنيين ويجب حمايتهم واحترامهم. بالإضافة إلى ذلك، اعتُبرت المعدات والمنشآت التي تستخدمها وسائل الإعلام أيضًا على أنها أهداف مدنية، وبالتالي لم تكن هدفًا لأي عمل عسكري.
واستنكر المجلس أيضا التحريض على العنف في وسائل الإعلام، مشيرا إلى أنه سيتخذ المزيد من الإجراءات ضد البث الإعلامي الذي يحرض على الإبادة الجماعية والجرائم ضد الإنسانية وانتهاكات القانون الإنساني الدولي. كان على جميع الأطراف المشاركة في النزاع الامتثال الكامل لالتزاماتها المتعلقة بحماية المدنيين في النزاع المسلح، بما في ذلك العاملين في وسائل الإعلام.
واعتبر أعضاء المجلس الاستهداف المتعمد للمدنيين وغيرهم من الأشخاص المحميين في النزاع بمثابة تهديد للسلم والأمن الدوليين وأعربوا عن نيتهم في النظر في اتخاذ مزيد من الإجراءات إذا لزم الأمر. وقد دُعيت الدول التي لم تصبح بعد أطرافاً في البروتوكولات الإضافية لاتفاقيات جنيف للقيام بذلك.

## روابط خارجية
- نص القرار في undocs.org